# Bavia thorelli
Bavia thorelli är en spindelart som beskrevs av Simon 1901. Bavia thorelli ingår i släktet Bavia och familjen hoppspindlar. Inga underarter finns listade.